# Deamidering
Deamidering er en kemisk proces hvorved der bliver fjernet en amidgruppe fra en organisk forbindelse. I biokemien er denne reaktion en vigtig del af nedbrydningen af proteiner, idet aminosyrerne glutamin og asparagin herved ødelægges.
I den biokemiske deamideringsreaktion angribes asparagins sidekæde af den efterfølgende peptidgruppe (øverst til højre i figuren), hvorved der dannes et succinimid-intermediat (rød). Pga. succinimid-intermediatets symmetriske struktur, dannes der ved hydrolyse to reaktionsprodukter; aspartat (til venstre) eller isoaspartat, som er en beta-aminosyre, (nederst).
Denne proces betragtes som en deamidering, da amidgruppen i asparagins sidekæde erstattes af en carboxylgruppe.

## Kinetik
Deamideringsreaktioner betragtes som en faktor der begrænser proteiners funktionelle levetid.
Deamidering foregår meget hurtigere, hvis den aminosyre som skal spaltes efterfølges af en lille, fleksibel aminosyre, som f.eks. glycin. Glycin har en lille sidekæde og fylder derfor ikke ret meget. Det betyder at peptidbindingen i mellem de to aminosyrerester sidder frit tilgængeligt.
Deamidering sker desuden hurtigere ved høje pH (>10) og ved højere temperaturer.